# Adesmoides
Adesmoides is een kevergeslacht uit de familie van de boktorren (Cerambycidae). De wetenschappelijke naam van het geslacht werd voor het eerst geldig gepubliceerd in 1967 door Zajciw.

## Soorten
Adesmoides is monotypisch en omvat slechts de volgende soort:
- Adesmoides flava Zajciw, 1967